# Osmoxylon sessiliflorum
Osmoxylon sessiliflorum là một loài thực vật có hoa trong Họ Cuồng cuồng. Loài này được (Lauterb. ex Harms) Philipson mô tả khoa học đầu tiên năm 1976.